# Polypodium pellucidum
Polypodium pellucidum là một loài dương xỉ trong họ Polypodiaceae. Loài này được Kaulf. mô tả khoa học đầu tiên.

## Hình ảnh

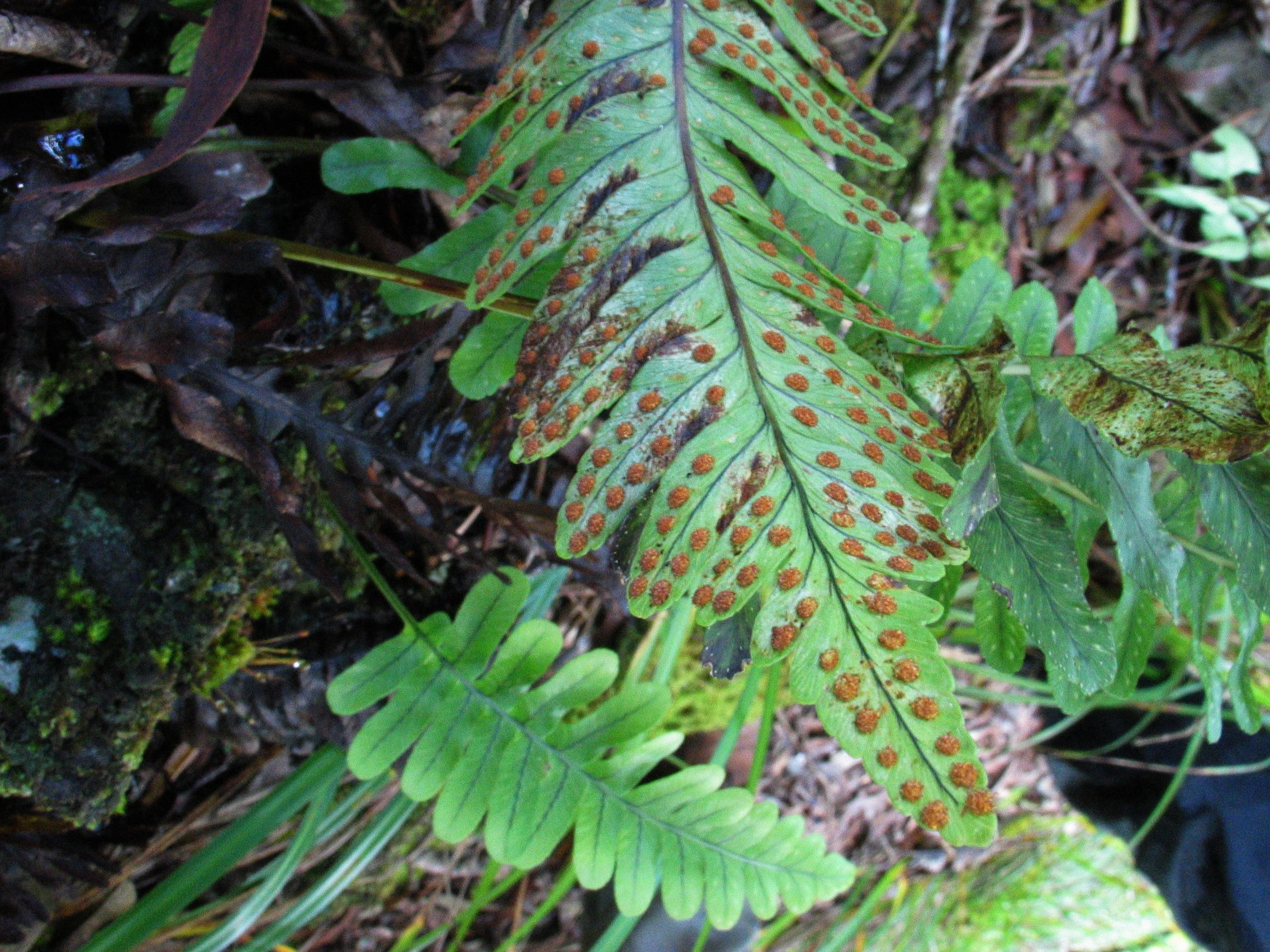
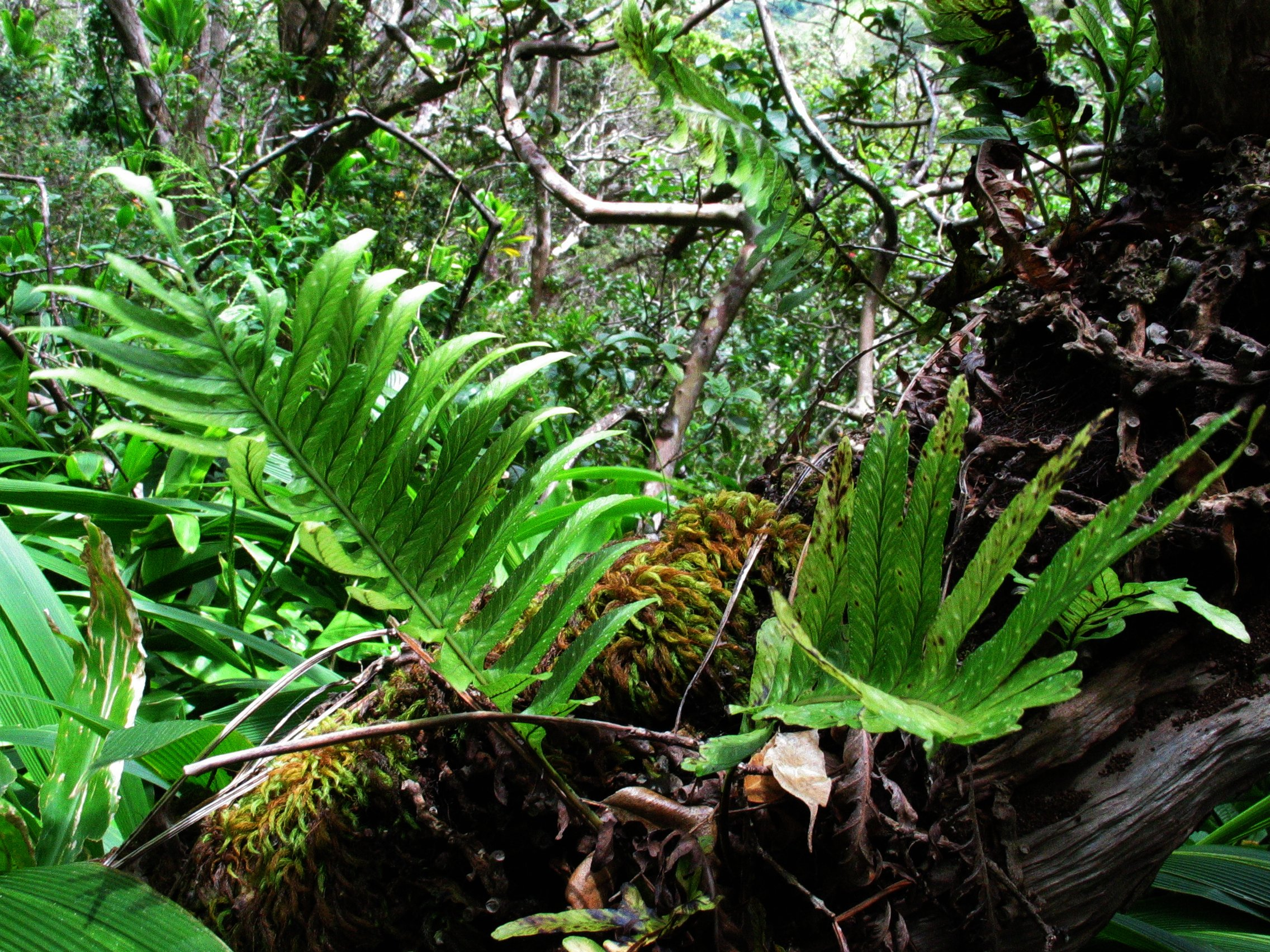
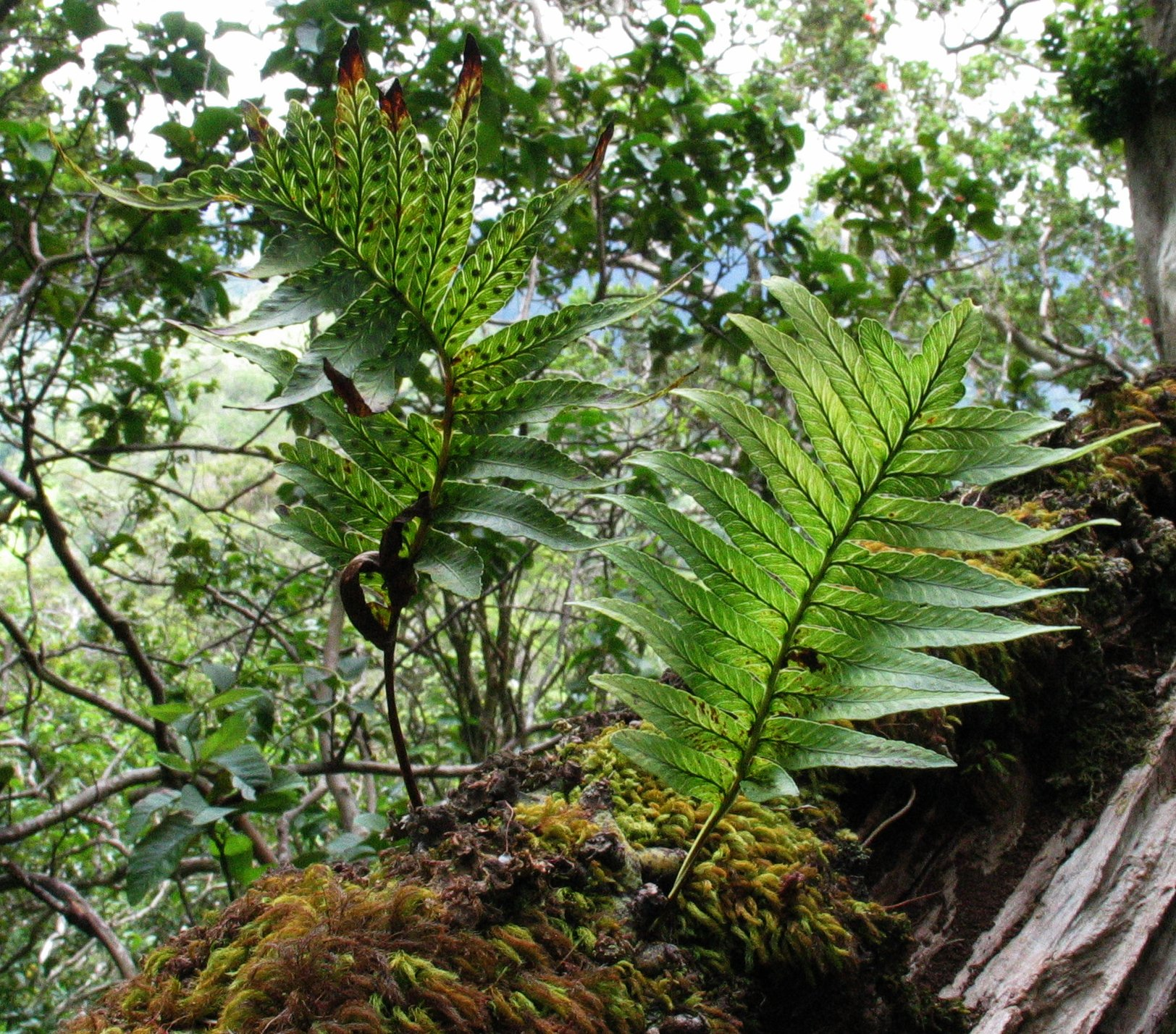
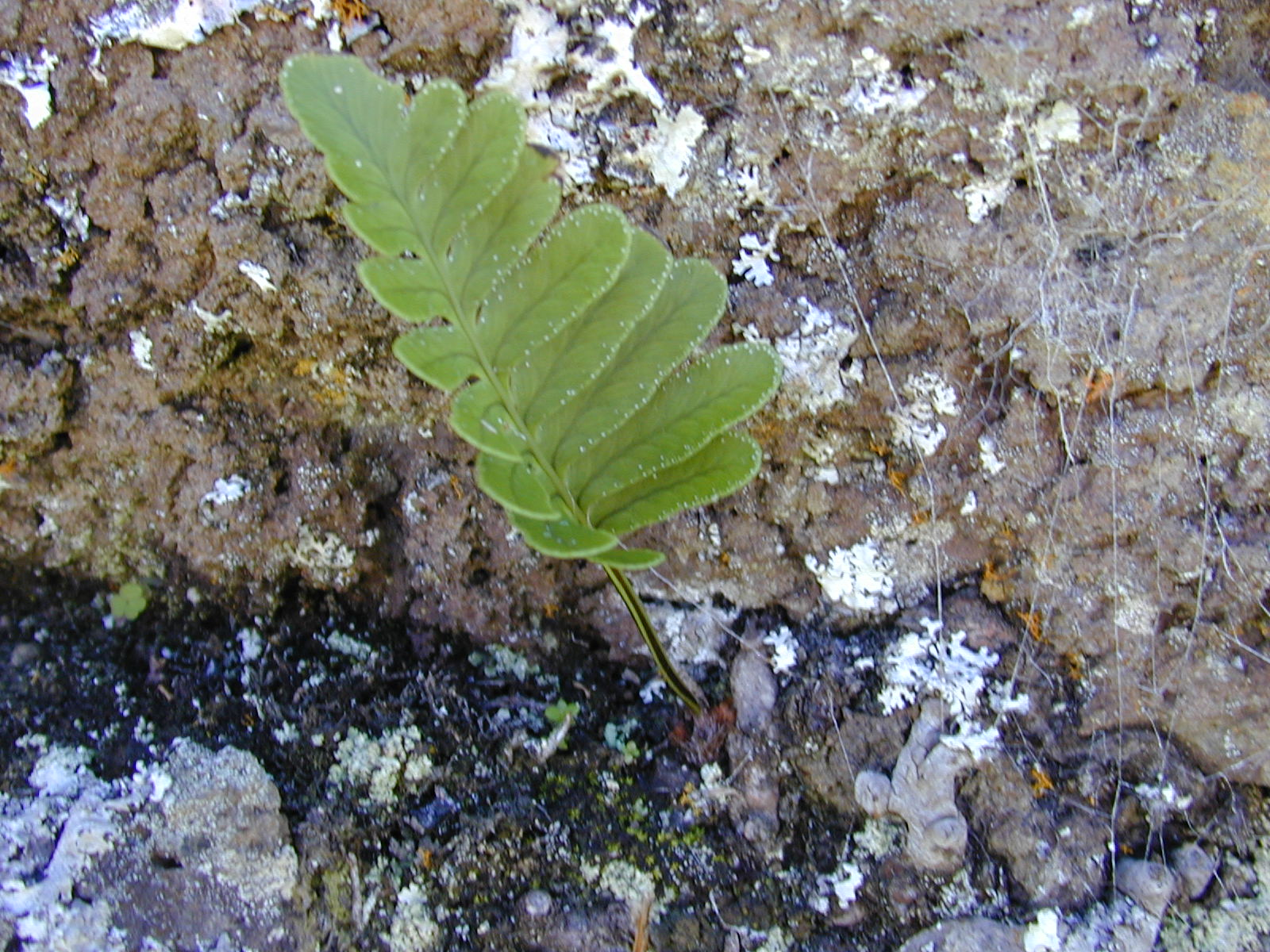